# Distrikt Micaela Bastidas
Der Distrikt Micaela Bastidas liegt in der Provinz Grau in der Region Apurímac im zentralen Süden von Peru. Der Distrikt wurde am 20. Dezember 1957 gegründet. Benannt wurde der Distrikt nach Micaela Bastidas, Ehefrau von José Gabriel Condorcanqui, dem Anführer eines indigenen Aufstands gegen die Spanier.
Der Distrikt erstreckt sich über eine Fläche von 105 km². Beim Zensus 2017 wurden 971 Einwohner gezählt. Im Jahr 2007 lag die Einwohnerzahl bei 1255. Die Distriktverwaltung befindet sich in der 3508 m hoch gelegenen Ortschaft Ayrihuanca mit 437 Einwohnern (Stand 2017). Ayrihuanca liegt 10 km östlich der Provinzhauptstadt Chuquibambilla.

## Geographische Lage
Der Distrikt Micaela Bastidas liegt im Andenhochland am Ostufer des Río Vilcabamba im zentralen Osten der Provinz Grau.
Der Distrikt Micaela Bastidas grenzt im Westen an die Distrikte Santa Rosa, Vilcabamba und Curpahuasi, im Nordosten an den Distrikt Curasco, im Nordosten an den Distrikt Oropesa sowie im Süden an die Distrikte Mamara und San Antonio.